# Тове Дитлевсен
Тове Дитлевсен (дан. Tove Ditlevsen; Копенхаген, 14. децембар 1917 — Копенхаген, 7. март 1976) је била данска песникиња и списатељица.
Рођена је на Вестерброу, што је некада био раднички део града Копенхагена.
Објавила је 29 књига, укључујући новеле, поезију и мемоаре.

## Дела
- (срп.  - 1939, поезија)
- (срп.  - 1939, поезија)
- (срп.  - 1941, роман)
- (срп.  - 1942, поема)
- (срп.  - 1942, поезија)
- (срп.  - 1943, роман)
- (срп.  - 1944, новеле)
- (срп.  - 1946, роман)
- (срп.  - 1947, поезија)
- (срп.  - 1948, новеле)
- (срп.  - 1952, новеле)
- (срп.  - 1952, новела)
- (срп.  - 1954, роман)
- (срп.  - 1955, поезија)
- (срп.  - 1955, поезија)
- (срп.  - 1958, књига за децу)
- (срп.  - 1959, мемоари)
- (срп.  - 1960, књига за децу)
- (срп.  - 1960, роман)
- (срп.  - 1961, поезија)
- (срп.  - 1963, новеле)
- (срп.  - 1967, мемоари)
- (срп.  - 1967, мемоари)
- (срп.  - 1968, роман)
- (срп.  - 1969, поезија)
- (срп.  - 1969, мемоари)
- (срп.  - 1971, мемоари) (наслов књиге реферише на њену зависност од лекова)
- (срп.  - 1973, поезија)
- (срп.  - 1973, есеји)
- (срп.  - 1973, есеји)
- (срп.  - 1973, новеле)
- (срп.  - 1975, роман)
- (срп.  - 1975, мемоари)
- (срп.  - 1976, есеји)
- (срп.  - 1978, поезија)